# فقه مقارن
الفقه المقارن أو علم الخلاف هو علم من علوم الفقه الإسلامي، يبحث في حكم مسألة فقهية معينة اختلف الفقهاء في حكمها تبعا لاختلافهم في الدليل أو فهمه ومناقشة كل مذهب مع دليله وصولا إلى الراجح من هذه الآراء. يتطرق إلى المسائل الفرعية التي اختلف فيها فقهاء الشريعة ومجتهدوها من أئمة المذاهب الفقهية المعروفة وغيرهم ممن سبقهم أو لحق بهم من المجتهدين. علما بأن هناك كثير من المسائل الفرعية التي اختلف فيها الفقهاء والمجتهدون ونقلت إلينا بأدلتها المختلفة أو وجهات نظرهم في الدليل الواحد الذي يحتمل عدة أوجه.

## مقدمة
الاختلاف الواقع في شريعة الإسلام بين المذاهب الفقهية الإسلامية، فبين المذاهب السنية المشهورة الاختلاف محصور في مسائل الفقه الفرعية، وبين المذاهب السنية والمذاهب الشيعية في بعض مسائل العقيدة ومسائل الفقه الأصلية والفرعية.
وسبب الاختلاف يرجع إلى أصول الإستنباط التي يعتمدها كل عالم مجتهد صاحب مذهب أو طريقة.
وحسب التاريخ الإسلامي فقد أدى التعصب المذهبي إلى التباغض والفرقة في القلوب والأبدان، فتكلّم العلماء على آداب الاختلاف.
ففي القديم كانوا يتكلمون عن آداب الطالب وآداب المحدث أو القارئ غير مفصول عن مواضيعه مثل: آداب معلم القرآن وآداب معلم الفقه وآداب معلم الحديث وغيرها ففي كل فن من فنون الشريعة الإسلامية لها آداب في تلقينها وتلقيها، وألف ابن تيمية في هذا السياق كتاب رفع الملام عن الأئمة الأعلام ذكر فيه أسباب اختلاف الأئمة أصحاب المذاهب الفقهية.
ثم في هذا العصر الحديث ألف الناس في آداب الاختلاف كتبا مستقلة عن مسائل الفقه، مثل كتاب أدب الاختلاف في الإسلام للمؤلف: طه جابر العلواني. وكتاب آداب الاختلاف في الإسلام للمؤلف الشيخ صلاح نجيب الدق.
وإذا درسنا الإسلام بتدقيق وإمعان وجدنا الإسلام يقسم الاختلاف إلى نوعين:
1. مقبول: وهو الاختلاف النابع عن تباين في الفهم بسبب إشكال لفظي، أو تعدد دلالات التعابير المتداولة، أو اختلاف في فهم الأدلة الشرعية والعقلية.
2. مذموم: وهو ما كان ناشئا من: هوى أو جحود أو تعصب، وهو خلاف يؤدي إلى نزاع وصراع.[2]

## اختلاف الصحابة في عهد رسول الله صلى الله عليه وسلم
لم يكن في عهد رسول الله ﷺ ما يمكن أن يؤدي إلى الاختلاف بالمعنى الذي ذكرناه، ذلك لأن رسول الله ﷺ مرجع الجميع باتفاق، ومردهم في كل أمر يحزبهم، ومفزعهم في كل شأن، وهاديهم من كل حيرة؛ فإذا اختلف الصحابة  في شيء ردوه إليه عليه الصلاة والسلام فبين لهم وجه الحق فيه، وأوضح لهم سبيل الهداية، وأما الذين ينزل بهم من الأمور ما لا يستطيعون رده إلى رسول الله ﷺ لبعدهم عن المدينة المنورة، فكان يقع بينهم الاختلاف كاختلافهم في تفسير ما يعرفونه من كتاب الله، أو سنة رسوله ﷺ وتطبيقه على ما نابهم من أحداث، وقد لا يجدون في ذلك نصاً فتختلف اجتهاداتهم... هؤلاء ذا عادوا إلى المدينة، والتقوا برسول الله ﷺ عرضوا عليه ما فهموه من النصوص التي بين أيديهم أو ما اجتهدوا فيه من القضايا، فإما أن يقرهم على ذلك فيصبح جزءاً من سنته ﷺ، وإما أن يبين لهم وجه الحق والصواب فيطمئنون لحكمه ﷺ، ويأخذون به، ويرتفع الخلاف، ومن أمثلة ذلك ما يلي:
- ما أخرجه البخاري ومسلم أن النبي ﷺ قال يوم الأحزاب: «لا يصلين أحد العصر إلاّ في بني قريظة» فأدرك بعضهم العصر في الطريق، فقال بعضهم: لا نصلي حتى نأتيها، أي: ديار بني قريظة.

وقال بعضهم: بل نصلي، لم يرد منا ذلك. فذكر للنبي ﷺ، فلم يعنف واحداً منهم. وظاهر من هذا الحديث الشريف أن الصحابة  انقسموا إلى فريقين في موقفهم من أداء صلاة العصر: فريق أخذ بظاهر اللفظ (كما يقول المناطقة) أو بما يسميه أصوليو الحنفية بـ «عبارة النص». وفريق استنبط من النص معنى خصَّصه به.
وتصويب رسول الله ﷺ للفريقين دليل على مشروعية كل من المذهبين.
فالمسلم: له أن يأخذ بظاهر النص، وله أن يستنبط من المعاني ما يحتمله النص، ويمكن التدليل عليه، ولا لوم على من بذل جهده، وكان مؤهلاً لهذا النوع من الجهد. فالفريق الثاني من الصحابة، ، فهموا أن رسول الله ﷺ إنما أراد أن يأمرهم بالمبالغة في الإسراع، ولذلك اعتبروا أن أداءهم الصلاة قبل الوصول إلى بني قريظة لا ينافي أمر رسول الله ﷺ بالصلاة في بني قريظة، ما دامت الصلاة لن تؤخرهم عن الوصول. ومن الطريف أن ابن القيم أورد اختلاف الفقهاء في تصويب أن من الفريقين، وبيان الأفضل من فعل كل منهما، فمن قائل: إن الأفضل فعل من صلى في الطريق فحاز قصب السبق في أداء الصلاة في وقتها وتلبية أمر رسول الله ﷺ: ومن قائل: إن الأفضل فعل من أخرها ليصليها في بني قريظة.
وما دام رسول الله ﷺ لم يعنف واحداً منهما، فكان على الفقهاء رحمهم الله أن يسعهم ذلك من سنة رسول الله ﷺ، وألا يخوضوا في أمر قد تولى، عليه الصلاة والسلام، حسمه والانتهاء منه.
- ومن أمثلته كذلك ما أخرجه أبو داود والحاكم من حديث عمرو بن العاص رضي الله عنه، قال: (احتلمت في ليلة باردة في غزوة ذات السلاسل. فأشفقت إن اغتسلت أن أهلك، فتيممت ثم صليت بأصحابي الصبح، فذكروا ذلك للنبي ﷺ فقال: «يا عمرو صليت بأصحابك وأنت جنب؟» فأخبرته بالذي ((وَلاَ تَقْتُلُوا أَنْفُسَكُمْ إِنَّ الله كَانَ بِكُمْ رَحِيماً)) [النساء:29]. فضحك رسول الله ﷺ ولم يقل شيئاً).[3]

## اختلاف الصحابة بعد وفاة الرسول
الخلاف الذي وقع بين الصحابة بعد موته صلوات الله وسلامه عليه، فهو إنكار بعضهم موته، وشكهم في ذلك، حتى ثبتهم الله بخطبة الصديق رضي الله عنه، ثم اجتماع الأنصار في سقيفة بني ساعدة وحضور الصديق وعمر إليهم، وقد حمى الله المسلمين من فتنة التفرق والاختلاف، وعصمهم بخطبة الصديق رضي الله عنه في السقيفة، فبايعه الصحابة رضي الله عنهم فيها، ثم بايعوه في المسجد.
وقد كان النبي قبل وفاته يوصي صحابته كي يثبتوا على الحق ولا يتزعزعوا بعد وفاته، كما في الحديث المتفق عليه عن رسول الله ﷺ قال: قال: (تركت فيكم أمرين لن تضلوا ما تمسكتم بهما: كتاب الله وسنة نبيه).
وقال عليه الصلاة والسلام: عن العرباض بن سارية قال: «صلى بنا رسول الله -صلى الله عليه وسلم- صلاة الصبح، ثم أقبل علينا بوجهه فوعظنا موعظة بليغة ذرفت منها الأعين ووجلت منها القلوب، فقال قائل: يا رسول الله، كأنها موعظة مودع؛ فأوصنا. فقال: أوصيكم بتقوى الله، والطاعة؛ وإن كان عبدا حبشيا، فإنه من يعش منكم بعدي فسيرى اختلافا كثيرا، فعليكم بسنتي، وسنة الخلفاء بعدي، الراشدين المهديين، وعضوا عليها بالنواجذ، وإياكم ومحدثات الأمور، فإن كل بدعة ضلالة».
ووقع الخلاف حول خلافة رسول الله من تكون الخلافة فيهم، المهاجرون أو الأنصار، قال ابن إسحاق:«لما قبض النبي صلى الله عليه وسلم انحاز هذا الحي من الأنصار إلى سعد بن عبادة في سقيفة بني ساعدة واعتزل علي بن أبي طالب، والزبير بن العوام، وطلحة بن عبيد الله في بيت فاطمة، وانحاز بقية المهاجرين إلى أبي بكر، وانحاز معهم أسيد بن حضير في بني عبد الأشهل».
ولما ذكرهم أبو بكر بقول المصطفى ﷺ (الأئمة من قريش) امتثلوا وأطاعوا وانتهى الخلاف بالإجماع على خلافة أبي بكر الصديق رضي الله عنه فبايعه المسلمون جميعا.